# Melitaea pacifica
Melitaea pacifica is een vlinder uit de familie Nymphalidae. De wetenschappelijke naam van de soort is voor het eerst geldig gepubliceerd in 1932 door Ruggero Verity.